# Подсачек
Подса́чек (также подсак) — специальное сленговое название для сачок, используемый рыболовами. Представляет собой вспомогательную снасть на рыбалке. Состоит из рукояти длиной не менее одного метра и обруча разной формы, диаметром около 50 сантиметров с натянутой на него мелкоячеистой сеткой, провисающей с одной стороны, образуя «мешок». Рукояти часто делают телескопическими или составными, что позволяет оперативно увеличить их длину до четырех метров. Но конце рукояти устанавливается головка с резьбой 3/8 дюйма, что позволяет крепить к рукояти как обруч с мешком так и другое снаряжение, например небольшую косу или серп из нержавеющей стали для выращивания подводных растений.
Используется при вываживании крупной рыбы. В момент вытаскивания рыбы из воды, пойманной на удочку или спиннинг, чтобы избежать обрыва лески или схода рыбы с крючка, подсачек опускают в воду и подводят под рыбу, таким образом, рыба оказывается в сетке подсачека.